# Сан-Кожме (Гондомар)

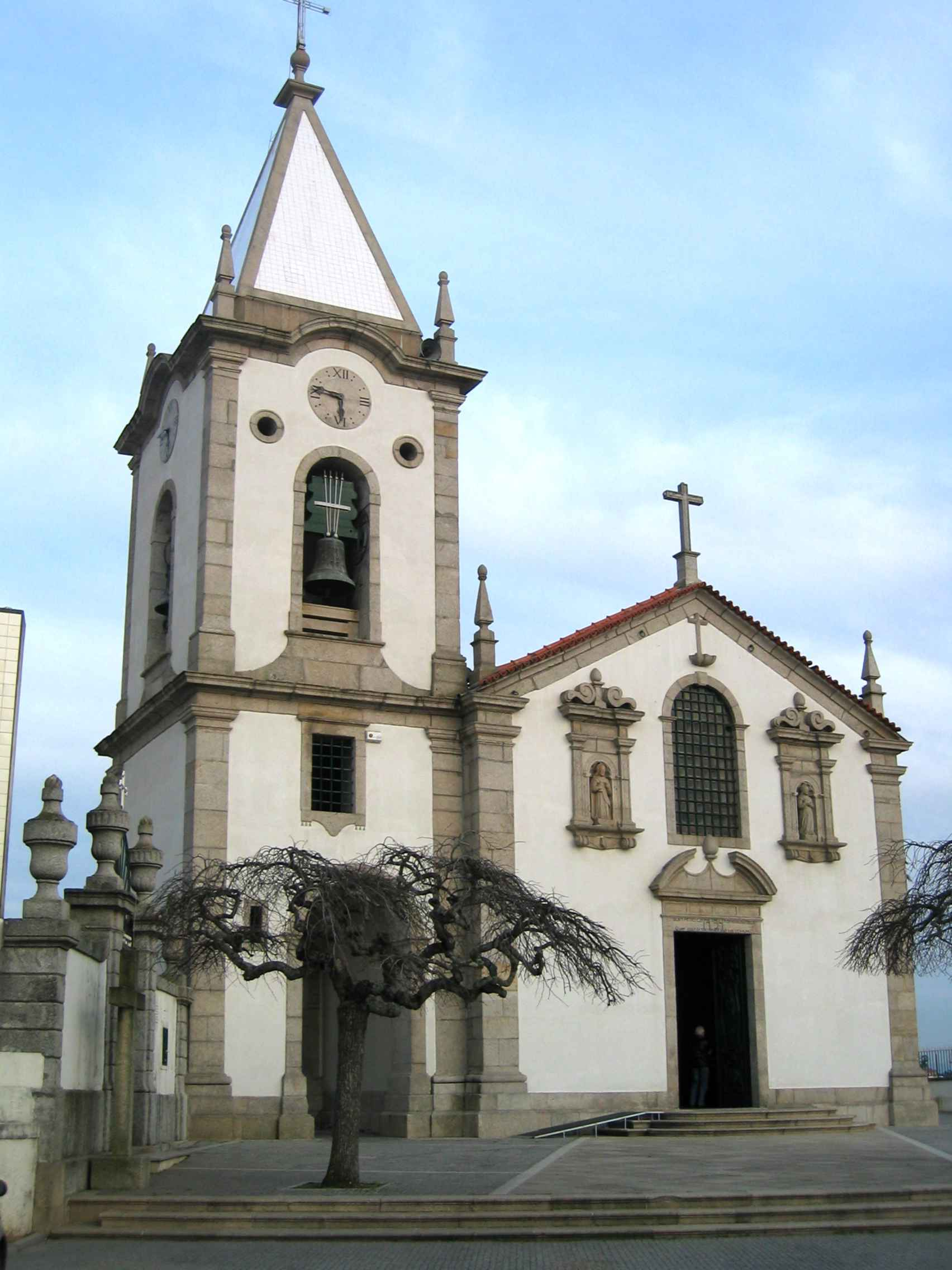

Сан-Кожме (порт. São Cosme) — город и район в Португалии, входит в округ Порту. Является составной частью муниципалитета Гондомар. Находится в составе крупной городской агломерации Большой Порту. По старому административному делению входил в провинцию Дору-Литорал. Входит в экономико-статистический субрегион Большой Порту, который входит в Северный регион. Население составляет 25 717 человек на 2001 год. Занимает площадь 11,48 км².